# Jan Hrouda
Jan Václav Hrouda (22. července 1879 Roudnice nad Labem – 31. října 1937 Praha) byl český a československý politik a poslanec Revolučního národního shromáždění za Československou stranu socialistickou (pozdější národní socialisté).

## Biografie
Od roku 1918 zasedal v Revolučním národním shromáždění. Na členství v tomto zákonodárném sboru rezignoval na 78. schůzi v říjnu 1919. Byl profesí ředitelem městských úřadů. Působil jako menšinový pracovník. Je autorem spisu o volebním řádu. Byl ředitelem škol a městským tajemníkem v Žirovnici.
Zemřel v Praze 31. října 1937.